# Wertingen
Wertingen è un comune tedesco di 8 833 abitanti, situato nel land della Baviera.

## Storia
I marescialli Lannes e Murat sconfissero gli austriaci a Wertingen l'8 ottobre 1805. Napoleone fece omaggio delle bandiere, strappate al nemico in questa battaglia, alla città di Parigi. Una delegazione dei sindaci di quartiere vennero al seguito dell'Imperatore al castello di Schönbrunn per portarle a Parigi (una parte di esse orna la cattedrale di Notre-Dame). Il bassorilievo (n°54) della Colonne de la Grande Armée a Wimille illustra questo episodio.